# Wabarkraters

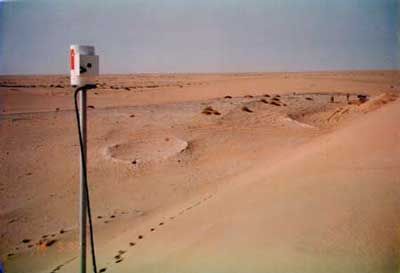
De A-krater rechts, half zichtbaar; links de 11-meter krater.

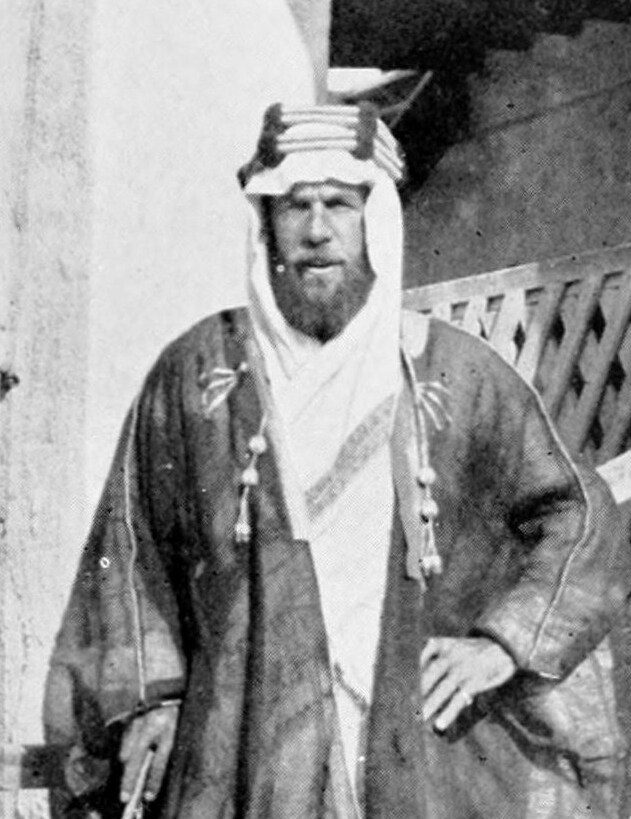
St John Philby in Riyadh

De Wabarkraters zijn inslagkraters in Saoedi-Arabië die voor het eerst onder de aandacht van westerse geleerden werden gebracht door de Britse Arabist, onderzoeker, schrijver en koloniaal inlichtingen-officier St John Philby. Hij ontdekte de kraters in de Rub al-Khali-woestijn ("Het Lege Kwartier") toen hij op zoek was naar de legendarische stad Ubar in Arabië in 1932.

## De expedities

### Philby, 1932

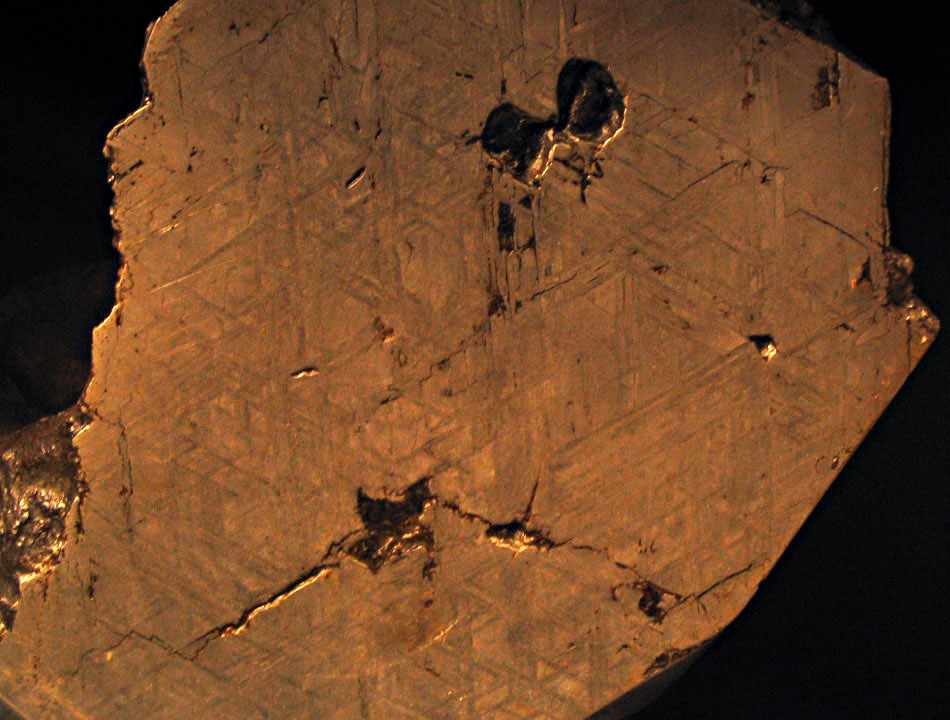
Een stukje Wabar-meteoriet: met Widmanstättenpatroon.

De uitgestrekte woestenij van zuidelijk Arabië is een van de meest desolate gebieden op aarde. In 1932 was Harry St John Philby op zoek naar een stad genaamd Iram met de pilaren, of Ubar, die volgens de Koran door God werd verwoest wegens het trotseren van de profeet Hud. Philby herschreef de naam van de stad in Wabar. De verloren stad Ubar werd in 1992 op 400 km ten zuiden van Wabar gevonden.
Philby hoorde van Bedoeïnen over een gebied genaamd Al Hadida ("ijzeren plaats" in het Arabisch) met naar wat zij dachten ruïnes van vroegere bewoning waren, en ook dat daar een stuk ijzer ter grootte van een kameelbult was gevonden. Hij organiseerde een expeditie om de plaats te bezoeken. Na een reis van een maand door een streek waar zelfs sommige van de kamelen doodgingen, kwam hij op 2 februari 1932 op een plek ter grootte van 0,5 km² dat bezaaid was met brokken witte zandsteen, zwart glas en stukken meteoriet-ijzer. Philby onderscheidde twee cirkelvormige inzinkingen, gedeeltelijk met zand gevuld, en drie andere structuren die hij identificeerde als mogelijke "kraters onder het zand".  Hij bracht ook het gebied in kaart waar het grote stuk ijzer zou zijn gevonden al was dat toen bedolven onder het zand.  Philby dacht dat zich in dat gebied een vulkaan bevond; pas nadat hij monsters had meegebracht naar het Verenigd Koninkrijk werd de plek door Dr Leonard James Spencer van het British Museum herkend als die van een meteorietinslag.
"Een vulkaan middenin de  Rub' al Khali!  Toen ik op de heuveltop stond zag ik onder me twee kraters waarvan de donkere wanden boven het oprukkende zand uitstaken.  De kraters hadden een diameter van ongeveer 90 en 45 meter, in het midden waren ze lager maar deels opgevuld met zand, terwijl binnen en buiten de kraterrand naar ik dacht lavaresten lagen, in grote cirkels zoals het was omhooggevloeid. Verder onderzoek onthulde nog drie kraters in de nabijheid, hoewel deze bedolven waren onder het zand en slechts herkenbaar aan een rand zwarte slakken."
Tussen de stukken ijzer, verkoold materiaal en siliconglas dat Philby van de plek meebracht bevond zich ook een brok van 25 pound ijzer. Een analyse wees uit dat het voor 94% uit ijzer bestond, 3,5% nikkel en de rest uit verschillende elementen zoals koper, kobalt (0,22%), en 6 ppm iridium, een ongewoon hoge concentratie. Dit siderofiel element betekende dat Wabar de inslagplek van een meteoriet was. Ook ijzer en nikkel komen in het zand ter plaatse vrijwel niet voor en zijn dus van elders afkomstig.

### 1937 Aramco
In 1937 onderzochten de Aramco geologen T. F. Harriss en Walton Hoag Jr. ook het gebied maar konden netzomin als Philby het grote stuk ijzer vinden.

### 1965/1966 National Geographic en Aramco
In 1965 kwamen berichten dat het zand zich had verplaatst en dat het grote stuk ijzer weer zichtbaar was. National Geographic journalist Thomas J. Abercrombie bezocht het gebied en vond de grote meteoriet: "het gerucht is werkelijkheid geworden; de grootste ijzermeteoriet ooit in Arabië gevonden lag aan onze voeten,... ongeveer met de vorm van een schotel, een diameter van 1,20 meter en in het midden 60 cm dik. Het gewicht zal bijna 2,5 ton bedragen."
Later in oktober 1966 bezocht een groep onder leiding van Aramco-medewerker James Mandaville de plaats met zwaar hijsmaterieel. Ze vonden twee blootliggende meteorieten. De grootste met een gewicht van 2.045 kilogram, had een pokdalig maar min of meer vlakke bovenkant ruim een meter in doorsnee (3,5 voet) met een kegelvormig uiteinde, gevormd door het binnendringen van de dampkring. Deze werd ter plekke gefotografeerd, daarna aan boord van een trailer gehesen en samen met het kleinere exemplaar naar Dhahran gebracht.

### 1982 Aramco
Mandaville bezocht het gebied na 1966 nog tweemaal. Bij zijn laatste bezoek in 1982 merkte hij dat de wind en de resulterende duinverplaatsing de plaats steeds meer aan het oog onttrokken: "in plaats dat 2/3 van de kraterrand zichtbaar was zoals in 1966, 16 jaar eerder, was minder dan 1/4 zichtbaar."

### 1994–1995 Zahid
In 1994 en 1995 werden drie expedities ondernomen, gesponsord door de Zahid Tractor Corporation. Een wetenschapper van de Geologic Survey van de Verenigde Staten, Jeffrey C. Wynn, nam deel aan alle drie, astronoom en geoloog Gene Shoemaker aan ten minste een.  Deze expedities werden gemaakt met moderne technologie en offroad voertuigen maar ook dan waren het lastige tochten. Niet alleen zijn de omstandigheden zwaar, maar de Wabar-inslagplek is midden in een enorm gebied met verplaatsende duinen, zonder vaste punten in het landschap, lastig te vinden.

### 2008 Saudi Geological Survey
Een Europees-Saoedische expeditie in maart 2008, waarbij ten aanzien van de inslagrichting en datering andere conclusies werden getrokken. Alleen de grootste, de Philby-B krater en de 11-meter krater waren toen nog zichtbaar wegens de langzaam verplaatsende zandduinen. De 11-meter krater is tussen 2009 en 2012 bedekt geraakt door een duin. Het onderzoeksrapport bevat een aantal foto's van meteorietresten en het gesteente ter plaatse en de gedetailleerde resultaten van (natuur/scheikundige) onderzoeken die erop zijn toegepast. (Gnos cs., 2013)

## De inslagplek
De Wabar-inslagplek heeft een grootte van ongeveer 500 bij 1.000 meter, de meest recente waarneming laat drie duidelijke, min of meer cirkelvormige kraters zien. Door Philby werden er in 1932 vijf waargenomen, de grootsten 116 en 64 meter in doorsnee (resp. aangeduid als Philby-B en Philby-A). Een derde werd beschreven door de expeditie van Zahid en meet 11 meter: dit kan een van de drie overigen zijn die door Philby werden beschreven. Onder de kraters bevindt zich een laag instant-rots, door de onderzoekers zo genoemd omdat dit in de eerste seconden uit het zand werd gevormd door de schokgolf en de hitte van de inslag. De drie kraters zijn vrijwel helemaal gevuld met zand. Het midden van de A- en B-kraters ligt ongeveer 200 meter uit elkaar. De "kameelbult" werd 420 meter ten ZZW van de B-krater gevonden en het brok van 210 kg op 600 meter ten zuiden ervan. De onderzoekers van de 2008-expeditie stellen dat deze beide stukken snel na het binnendringen in de dampkring afbraken, meer snelheid verloren en daardoor iets later en meer naar het zuiden neerkwamen zonder een krater van belang te vormen. De kraters werden gevormd door drie brokken die op een laat moment voor de inslag splitsten en hun snelheid behielden.
De oppervlakte van de inslagplek rondom de kraters bestaat ook deels uit "instant-rots", een bleekwitte dunne laag die op zandsteen lijkt. Ook is de omgeving bezaaid met zwarte glasachtige slak en pellets. De zandsteen leek op een soort kwarts, (coesiet), en is duidelijk het gevolg van een inslag. De meteorieten drongen niet door tot het bedrock, alleen in de bovenste zandlaag van circa 20 tot 30 meter dik; het bij de inslag ontstane steenachtige materiaal bestaat uit verhard zand, niet uit de onderliggende rots.
De aanwezigheid van ijzerfragmenten wezen ook op een inslag uit de ruimte, in de regio komt verder geen ijzer voor. Het ijzer had de vorm van vuistgrote gebarsten klonten die onder het zand lagen, en gladde gezandstraalde fragmenten die op het zand lagen. Het grootste stuk werd in 1965 gevonden, heeft een afmeting van 107 x 60 cm en weegt 2040 kilo. Het staat bekend als de 'kamelenbult' en is nu te zien in de foyer van het National History Museum of Saudi Arabia in Riyadh, samen met een kleiner brok van 210 kg.
Nabij de kraters veranderde het zand deels in zwarte slakken, ook wel glas genoemd. Brokken en pellets ervan liggen over het gebied verspreid, de kleinste verderaf, meegevoerd door de op dat moment zuidoostenwind. Korrels ter grootte van 2 – 4 mm liggen tot op een afstand van 850 meter. Het glas bestaat voor 90% uit plaatselijk zand en voor 10% uit ijzer en nikkel van de meteoriet, samengesmolten door de hitte in de eerste seconden na de inslag.
De vorm van het inslaggebied wijst erop dat het object onder een kleine hoek neerkwam, met een voor meteorieten normale snelheid van 40.000 tot 60.000 km/h. De totale massa bedroeg ongeveer 4.000 ton. Door de kleine hoek was er meer luchtweerstand dan bij een steile hoek, in de dampkring viel het daardoor al uiteen in meerdere stukken. Het grootste had een geschatte diameter van 9,5 meter en een gewicht van 3.400 ton. De A-krater werd gevormd door een brok met een diameter van 5,3 meter en een gewicht van 600 ton. Voor het brok dat de 11-meterkrater vormde zijn de schattingen 0,9 meter en 2,9 ton. De afmetingen zijn gebaseerd op een factor 12 ten opzichte van de kraterdoorsnee, bij inslag in een zachte ondergrond. De diepte van de B-krater wordt geschat op ten hoogste 15 meter, de kraterbodems waren bij geen enkele expeditie zichtbaar.

## Datering van de inslag
Radiometrische datering van glasfragmenten door de expeditie van 1965 dateerde de gebeurtenis duizenden jaren geleden maar ander onderzoek en het feit dat de kraters behoorlijk met zand zijn gevuld sinds het eerste bezoek van Philby in 1932 suggereert dat ze veel jonger zijn. Thermoluminescentiedatering door Prescott et al. (2004) lijkt te wijzen op een inslag minder dan 250 jaar geleden. Dit is in overeenstemming met Arabische rapporten van een vuurbal die boven Riaad te zien was en naar het zuidoosten vloog, wat zich voordeed in 1863 of 1891. Philby noemt dit in zijn boek "Empty Quarter" (1933). Fragmenten gevonden langs het traject van de vuurbal bij Umm al-Hadidah 25 kilometer noordwest van Wabar, die het type IIIA Octahedrite bevatte gelijk aan de Wabar fragmenten, ondersteunen de binnenkomst vanuit het noordwesten. Bovendien laat bodemonderzoek uit 1995 (Shoemaker and Wynn, Lunar and Planetary Science Letters, 1995; Wynn and Shoemaker, Scientific American Magazine, November 1998) zien dat er een asymmetrische verdeling van de 'instant'-rotsvorming is: de laagjes zandsteen veroorzaakt door de schokgolf, vanuit de drie grootste kraters zijn vooral in zuidoostelijke richting aanwezig.

De expeditie van 2008 concludeert echter op grond van de verdeling van kraters en individuele brokken van de meteoriet over het gebied dat deze vanuit het zuiden kwam.
De ontdekking van twee van elkaar onafhankelijke historische gedichten in Tarim, Jemen, waarin een vuurbal aan de hemel wordt genoemd, geven 1 september 1704 als datum en ondersteunen een inslag uit het zuiden.